# Eric Williams (homme politique)
Pour les articles homonymes, voir Eric Williams et Williams.
Eric Williams est un historien et homme d'État trinidadien né le 25 septembre 1911 à Port-d'Espagne et mort le 29 mars 1981 dans la même ville, chef du gouvernement de 1956 à son décès. Parallèlement à son activité politique, il a produit aussi une œuvre historique majeure sur la Caraïbe. Il a notamment développé une thèse, contestée, visant à lier l'essor de la Grande-Bretagne de la première révolution industrielle et les profits du commerce triangulaire, jusqu'à établir un lien de causalité entre les deux phénomènes : c'est l'objet de son ouvrage majeur, Capitalism & slavery (1944), qui marqua durablement l'historiographie de l'esclavage . Aux côtés de Black Jacobins (1938) de C. L. R. James, le livre constitue ainsi l'un des ouvrages pionniers de l'historiographie Anti-impérialiste.

## Biographie
Eric Williams nait le 25 septembre 1911 à Port-d'Espagne. il est le fils d'un petit fonctionnaire des Postes. il mène de brillantes études au Queen's Royal College avant d'obtenir une "Bourse insulaire" (Island Scholarship) pour l'Université d'Oxford. Il soutient sa thèse en 1938, intitulée The Economic Aspect of the West Indian Slave Trade and Slavery, elle est à l'origine de son œuvre la plus célèbre, Capitalism & slavery, publiée en 1944.

### Carrière universitaire
En 1939, il devient enseignant à l'université Howard où il est nommé Full professor  en 1947. En 1944, il publie un ouvrage de référence sur les relations entre esclavage et capitalisme où il estime que  «l'esclavage n'est pas né du racisme, le racisme a été plutôt la conséquence de l'esclavage».

### Carrière politique
Sa carrière politique commence en 1942, avec une série de conférences qu'il tient à Trinité-et-Tobago intitulée : "The West Indian Situation in the Perspective of World Affairs" (La situation des Antilles dans une perspective mondiale). Ces conférences connurent un grand succès. Peu de temps après, il devient président délégué de la Commission caribéenne. Mais ses relations sont difficiles avec les représentants des puissances coloniales (États-Unis, Royaume-Uni, France et Pays-Bas), et le Dr Williams se consacre à l'éducation politique et culturelle de son peuple. Le 21 juin 1955, son mandat n'est pas renouvelé par la Commission caribéenne.

Le Dr Williams commence alors une série de conférences en plein air dans les rues de Port-d'Espagne et acquièrent une grande popularité dans la population, mais ses positions en faveur du contrôle des naissances l'opposent à l'Église catholique. La rumeur commence alors à courir qu'il est communiste, sa popularité ne faiblit cependant pas.

#### Ministre en chef(1956-1959) puisPremier(1959-1962): de la fédération à l'indépendance
En janvier 1956, il fonde le Mouvement national du peuple ((en) People's National Movement : PNM) dans la perspective des élections générales de novembre suivant. Son parti remporte treize siège sur vingt-quatre et le Dr Williams devient Chief minister. Comme chef du gouvernement de Trinité-et-Tobago, il participe à la création de la Fédération des Indes occidentales ((en) : West Indies Federation) en janvier 1958. Cependant les problèmes de leadership entre les différents territoires de la Fédération amène peu à peu à l'échec, et sous l'impulsion du Dr Williams, le Parlement de Trinité-et-Tobago refuse de participer à une fédération dont serait absente la Jamaïque. Trinité-et-Tobago devient alors un État indépendant le 31 août 1962.

#### PremierPremier ministrede Trinité-et-Tobago (1961-1981)
Après avoir gagné l'indépendance, le Dr Williams doit affronter à la fin des années 1960 la montée du Black Power dans les milieux étudiants. Des émeutes ont lieu, notamment sur le campus de Saint Augustine de l'université des Indes occidentales.

En 1981, Eric Williams meurt sans avoir abandonné son poste de Premier ministre.

### Œuvres d'Eric Williams
- (en) Eric Williams, The Negro in the Caribbean, Washington, Associates in Negro Folk Education, 1942, 119 p.
- (en) Eric Williams, Capitalism & slavery, Chapel Hill, Univ. of North Carolina Press, 1944, 285 p.
- (en) Eric Williams (préf. John Dewey), Education in the British West Indies, Port-d'Espagne, Printed by Guardian Commercial Printery, 1950, 167 p.
- (en) Eric Williams, Constitution reform in Trinidad and Tobago, Port-d'Espagne, 1955, 36 p.
- (en) Eric Williams, The case for party politics in Trinidad and Tobago, Port-d'Espagne, Printed by the College Press, 1955, 36 p.
- (en) Eric Williams, The historical background of race relations in the Caribbean, Port-d'Espagne, 1955, 35 p.
- (en) Eric Williams, History of the people of Trinidad & Tobago, Port-d'Espagne, Printed by PNM Pub. Co., 1962, 294 p.
- (en) Eric Williams, British historians and the West Indies, Port-d'Espagne, Printed by PNM Pub. Co., 1964, 187 p.
- (en) Eric Williams, Inward hunger : the education of a prime minister, Londres, Deutsch, 1969, 352 p. (ISBN 0-233-96055-4)
- (en) Eric Williams, From Columbus to Castro : the history of the Caribbean, 1492-1969, Londres, Deutsch, 1970, 576 p. (ISBN 0-233-96163-1)

### Œuvres sur Eric Williams
- (en) Selwyn Reginald Cudjoe (dir.), Eric E. Williams speaks : essays on colonialism and independence, Wellesley, Calaloux Publications, 1970, 436 p. (ISBN 0-87023-887-6 et 0870238884)
- (en) Ken Boodhoo, The elusive Eric Williams, Kingston, I. Randle, 2001, 302 p. (ISBN 976-637-059-1 et 9766370508)
- (en) Colin A. Palmer, Eric Williams & the making of the modern Caribbean, Chapel Hill, University of North Carolina Press, 2006, 302 p. (ISBN 0-8078-2987-0, lire en ligne)
- (en) Selwyn Ryan, Eric Williams : the myth and the man, Kingston, University of the West Indies Press, 2009, 842 p. (ISBN 978-976-640-207-5)